# Jan Andrzej de Valentinis
Jan Andrzej de Valentinis "Valentino" (ca. 1495 - 20 februari 1547) was hofarts en diplomaat van zowel Sigismund I van Polen als Bona Sforza. Hij was ook kanunnik van Krakau en proost van zowel Sandomierz als Troki. De Valentinis, geboren in Modena, studeerde medicijnen aan de universiteit van Ferrara en emigreerde naar Polen, waar hij tot in de hoogste kringen van de maatschappij wist te profileren. De Valentinis bezat het paleis van Florian Mokrski.
De Valentinis stierf op 20 februari 1557. Zijn epitaaf staat in het Mariakapel.